# Armando Diaz (cruzador)
O Armando Diaz foi um cruzador rápido operado pela Marinha Real Italiana e a sexta embarcação da Classe Condottieri. Sua construção começou em julho de 1930 na O.T.O. Cantieri La Spezia e foi lançado ao mar em julho de 1932, sendo comissionado na frota italiana em abril do ano seguinte. Era armado com uma bateria principal composta por oito canhões de 152 milímetros montados em quatro torres de artilharia duplas, tinha um deslocamento de pouco mais de sete mil toneladas e conseguia alcançar uma velocidade máxima de 36 nós (68 quilômetros por hora).
O cruzador serviu no Mediterrâneo depois de entrar em serviço e viajou para a Austrália e Nova Zelândia de 1934 a 1935, pouco depois participando da intervenção italiana na Guerra Civil Espanhola. Na Segunda Guerra Mundial, participou da Batalha da Calábria em julho de 1940 e depois de operações de escolta de comboios para o Norte da África. O Armando Diaz partiu em fevereiro de 1941 para uma das operações de escolta e cobertura, porém foi interceptado pelo submarino britânico HMS Upright próximo das Ilhas Kerkennah e torpedeado, afundando logo em seguida.